# Catoptria meinshani
Catoptria meinshani là một loài bướm đêm trong họ Crambidae.